# غبيراء نمساوية
الغبيراء النمساوية (باللاتينية: Sorbus austriaca) نوع نباتي شجري يتبع جنس الغبيراء من الفصيلة الوردية.